# Henry Muddiman
Henry Muddiman (né le 5 février 1629 et mort le 7 mars 1692) est un journaliste et un éditeur anglais de la fin du XVIIe siècle, principalement actif sous le règne de Charles II pendant la Restauration anglaise.

## Biographie
Muddiman est né au Strand, à Londres. Après avoir exercé les fonctions d'instituteur au début de sa vie, il commença à rédiger régulièrement deux chroniques de presse vers 1659, lors de la constitution du "Parlement croupion" : il s'agissait du Parliamentary Intelligencer et du Mercurius Publicus. Le 16 avril 1660, l'activité de Muddiman fut confortée par l'interdiction de tous les autres organes de presse, en particulier ceux de Marchamont Needham, le principal éditeur sous Oliver Cromwell. On conféra à Muddiman un monopole de l'imprimerie, sous la surveillance et la supervision de l'éditeur ultra-royaliste John Birkenhead.
Muddiman perdit le droit de publier ses journaux trois ans plus tard, lorsque ce privilège fut transféré à Roger L'Estrange. Ce dernier abandonna la propagande subtile des journaux précédents au profit d'articles politiques très polémiques, au point que les droits retournèrent finalement à Muddiman en 1665. C'est alors que Muddiman publia la London Gazette, qui constitue le plus vieux journal britannique encore existant de nos jours. Bien que les publications de Henry Muddiman soient les premiers comptes rendus réguliers d'informations du pays, elles ont encore peu en commun avec les journaux modernes : les écrits manuscrits du journaliste étaient en effet envoyés par la poste aux abonnés, sans qu'aucune version imprimée ne soit proposée à la vente au grand public. Il fallut, pour cela, attendre The Athenian Mercury. 
À l'exception d'une courte parenthèse lors de la crise de l'Exclusion Bill, au cours de laquelle on tenta de supprimer toutes les publications, Muddiman conserva des droits exclusifs jusqu'à la Glorieuse Révolution en 1688. Au changement de régime, il fut perçu comme trop proche des anciennes autorités et dut se retirer des affaires. Il mourut peu après, en 1692.